# 이와타키정
이와타키정(일본어: 岩滝町)은 일본 교토부 요사군에 위치했던 정이다. 단고 지역에서 번성한 지역으로 과거 여러 차례에 걸쳐 미야즈시와의 합병이 검토되었지만 지리면 등으로 재정이 풍부했던 관계로 오랫동안 단독 정제를 유지하고 있었다.
2006년 3월 1일, 인근 요사군 가에쓰정·노다가와정과 신설 합병해 요사군 요사노정이 되었다.구 이와타키정 동사무소가 현재는 요사노정 동사무소 본청사가 되어 있다

## 역사
- 1889년 4월 1일 - 정촌제 시행에 의해 이전의 구역애 해당하는 이와타키촌이 성립하였다.
- 1921년 4월 1일 - 정으로 승격해 이와타키정이 되었다.
- 1927년 3월 7일: 기타단고 지진이 발생해, 약 700가구 중 60%가 붕괴 또는 소실되었다.
- 2006년 3월 1일 - 가야정, 노다가와정과 합병해 이와타키정이 성립으로, 이와타키정은 소멸하였다.

## 출신 인물
- 이토이 요시오 - 전 프로야구 선수
- 우시오 테츠야 - 배우